# Павлов, Борис Тимофеевич (Герой Советского Союза)
Борис Тимофеевич Павлов (28 июля 1919 года — 5 ноября 2002 года) — советский капитан 1-го ранга, Герой Советского Союза (1944).

## Биография
Родился 28 июля 1919 года в городе Усть-Каменогорск в семье служащего. Русский. Член ВКП/КПСС с 1944 года.
В Военно-Морском Флоте с 1938 года. В 1942 году окончил Каспийское высшее военно-морское училище имени С. М. Кирова в Баку.
В боях Великой Отечественной войны с мая 1942 года. Командир звена 2-го дивизиона торпедных катеров бригады торпедных катеров Северного флота, старший лейтенант Павлов Б. Т. к сентябрю 1944 года потопил 2 транспорта и сторожевой корабль, участвовал в потоплении транспорта и 2-х самоходных барж противника.
Указом Президиума Верховного Совета СССР от 5 ноября 1944 года за боевые подвиги, проявленные в боях с немецко-фашистскими захватчиками, старшему лейтенанту Павлов Борис Тимофеевичу присвоено звание Героя Советского Союза с вручением ордена Ленина и медали «Золотая Звезда».
После войны продолжал службу в ВМФ. В 1957 году окончил Военно-морскую академию. С 1974 года капитан 1-го ранга Б. Т. Павлов — в запасе.
Жил в городе Санкт-Петербург. Скончался 5 ноября 2002 года. Похоронен на Серафимовском кладбище (Коммунистическая площадка) в Санкт-Петербурге.

Могила Павлова на Серафимовском кладбище Санкт-Петербурга

## Награды
- Орден Ленина,
- Орден Красного Знамени (трижды),
- Орден Отечественной войны 1-й степени,
- Орден Красной Звезды,
- медали.

## Память
- Имя Героя было присвоено пионерской дружине школы № 1 города Белозёрска Вологодской области.